# Christoph Harting
Christoph Harting (* 10. dubna 1990, Chotěbuz, NDR) je německý diskař, olympijský vítěz z roku 2016.
Na mistrovství světa v roce 2013 skončil v soutěži diskařů třináctý, v Pekingu o dva roky později osmý. Největším úspěchem se pro něj zatím stalo vítězství na olympiádě v roce 2016, kdy navázal na londýnské vítězství svého bratra Roberta v roce 2012.

## Osobní rekordy
- Hod diskem – 68,37 m